# Yvonne Gräsbeck
Dagny Helena Yvonne Gräsbeck-Mountassir, född 10 februari 1960 i Åbo, död 22 oktober 2008 i Helsingfors, var en finlandssvensk sopran.

## Biografi
Gräsbeck studerade musik vid Åbo Musikinstitut och Konstuniversitetets Sibelius-Akademi. Gräsbeck promoverades till musikmagister från Sibelius-Akademins solistlinje i samband med magisters- och doktorspromotionen 1997. Hennes lärare var Liisa Linko-Malmio och Anita Välkki. Gräsbeck hade även avlagt B-kursen i klassisk gitarr under ledning av Jukka Savijoki.
Till Yvonne Gräsbecks operaroller hör Micaëla från Carmen och Musetta från La bohème. Gräsbeck var också med i Helsingfors stadsteaters pjäs Så tuktas en argbigga i slutet av 1980-talet. Pjäsen var på finska.
År 1979 försökte Gräsbeck att representera Finland i Eurovision Song Contest med sången Hyvästi ystäväin (svenska: "Adjö min vän") men hon blev inte vald. Andraplaceringen i tävlingen medförde ett trettiotal TV-program och engagemang på konserter och festivaler i Finland, Sverige – bland annat på Skandinavium i Göteborg – Polen, Västtyskland, Sovjetunionen i Leningrad och ett fyra veckors kontrakt som sångstjärna i en fransk gala på topprankade anläggningen Chinzan-so i Tokyo 1986.
Yvonne Gräsbecks far är kompositören Gottfrid Gräsbeck och hennes syskon är violinisterna Manfred Gräsbeck och Eva Gräsbeck samt pianisterna Folke Gräsbeck och Solveig Gräsbeck. Gräsbeck avled i Helsingfors 2008 av lunginflammation.

## Diskografi
- Amado mio (1990)

På porträttskivan Amado mio framför Gräsbeck till eget gitarrspel och en ensemble musikervänner sju egna tonsättningar och fem arrangemang av chansoner på fem språk.